# Кулдуркаєв Яків Якович
Яків Якович Кулдуркаєв (22 жовтня 1894, с. Лобаски, Ардатовський повіт, Симбірська губернія, Російська імперія — 28 липня 1966, с. Лобаски) — ерзянський поет і письменник. Автор поеми «Эрьмезь». Жертва російсько-большевицького терору.

## Біографія
Яків Кулдуркаєв народився 22 жовтня 1894 в ерзянській громаді Лобаски (нині Атяшевський район Республіки Мордовія).
У 1903—1906 роках ходив до сільської початкової школи. У 1912 році закінчив Саранське реальне училище. Направився до Сибіру, де працював табельщиком на Амурській залізниці.
1915 мобілізований до Російської Імператорської Армії, брав участь у Першій світовій війні, контужений. Пізніше брав участь у військових конфліктах в рядах Червоної армії. Після повернення з фронту у 1923 році вступив на курси рахівників у Москві. Працював рахівником, бухгалтером, ревізором.
1938 заарештований групою НКВД СССР як «ворог народу». Був ув'язнений у концтаборах СССР на території Комі АРСР, Новгородської і Джамбульської областей. Реабілітований 1958.
Помер 28 липня 1966 року, похований у рідному селі Лобаски.

## Творчість
За словами Кулдуркаєва, перші його літературні твори відносяться до 1910 року. На становлення його творчості вплинули ерзянський фольклор, а також знайомство з письменниками Федором Чесноковим, Петром Глуховим і Артуром Мором.
1928 Кулдуркаєв опублікував перші розділи своєї епічної поеми «Эрьмезь» в газеті «Якстере теште», а 1935 вийшло повне видання поеми. В поемі описується минуле ерзя нації протягом XIII століття.
Після повернення із ув'язнення Кулдуркаєв заходився доопрацьовувати свій твір, але не встиг видати кінцевий варіант. Опублікований лише в 1980-х роках. Низку творів Кулдуркаєв написав для дітей: поема «Сенксь» («Чапля»), розповідь «Андямо», тощо.

## Пам'ять
У рідному селі поета Лобаски на його честь названо вулицю.